# Гімеш-Феджет
Гімеш-Феджет (рум. Ghimeș-Făget) — комуна у повіті Бакеу в Румунії. До складу комуни входять такі села (дані про населення за 2002 рік):
- Боловеніш (1011 осіб)
- Гімеш (1231 особа)
- Рекітіш (311 осіб)
- Терхеуші (874 особи)
- Феджет (1614 осіб) — адміністративний центр комуни
- Феджету-де-Сус (299 осіб)

Комуна розташована на відстані 239 км на північ від Бухареста, 66 км на захід від Бакеу, 132 км на південний захід від Ясс, 109 км на північ від Брашова.

## Населення
За даними перепису населення 2002 року у комуні проживали 5340 осіб.
Національний склад населення комуни:
| Національність | Кількість осіб | Відсоток |
| -------------- | -------------- | -------- |
| угорці         | 2720           | 50,9%    |
| румуни         | 2522           | 47,2%    |
| чанго          | 71             | 1,3%     |
| цигани         | 25             | 0,5%     |

Рідною мовою назвали:
| Мова      | Кількість осіб | Відсоток |
| --------- | -------------- | -------- |
| угорську  | 3071           | 57,5%    |
| румунську | 2264           | 42,4%    |
| циганську | 5              | 0,1%     |

Склад населення комуни за віросповіданням:
| Релігія        | Кількість осіб | Відсоток |
| -------------- | -------------- | -------- |
| римо-католики  | 3099           | 58,0%    |
| православні    | 2213           | 41,4%    |
| греко-католики | 20             | 0,4%     |
| реформати      | 5              | 0,1%     |
| унітарії       | 1              | < 0,1%   |

## Зовнішні посилання
- Дані про комуну Гімеш-Феджет на сайті Ghidul Primăriilor [Архівовано 3 квітня 2012 у Wayback Machine.]